# بدری تیمورتاش
بدری تیمورتاش (زادهٔ ۱۲۸۷ نردین – درگذشتهٔ ۱۳۷۴) نخستین دندان‌پزشک زن ایرانی بود و «مادر دندانپزشکی ایران» لقب گرفته‌است. بدری در سال ۱۲۸۷ در روستای نردین کالپوش استان سمنان متولد شد. او فرزند کریمدادخان نردینی و همچنین خواهر عبدالحسین تیمورتاش، اولین وزیر دربار رضاشاه پهلوی بود. بدری تیمورتاش در اواخر سال‌های ۱۹۲۰ به بلژیک فرستاده شد و در دانشکده دندانپزشکی بلژیک ثبت نام کرد. پس از بازگشت به ایران در سال ۱۹۶۵ میلادی (۱۳۴۴ هجری شمسی) به همراه امیراسماعیل سندزی دانشکده دندانپزشکی مشهد را تأسیس کرد.
وی در سال ۱۳۴۵ هجری شمسی به سِمَت معاونت اداری و مالی دانشکده دندانپزشکی مشهد منصوب و در سال ۱۳۴۶ هجری شمسی (۱۹۶۷ میلادی) اولین بانوی دندانپزشک در ایران بود که به ریاست یک دانشکده دندانپزشکی رسید. وی در سال ۱۳۶۸ هجری شمسی (۱۹۸۹ میلادی) از دانشگاه علوم پزشکی مشهد بازنشسته شد و در هفدهم مهرماه سال ۱۳۷۴ (۱۹۹۵ میلادی) درگذشت و در بلوک ۱۳۹ صحن آزادی واقع در حرم امام رضا در مشهد به خاک سپرده شد.
در تاریخ ۱۲ اردیبهشت سال ۱۳۷۲، مصادف با روز بزرگداشت مقام معلم، کتابخانهٔ دانشکدهٔ دندانپزشکی دانشگاه مشهد به افتخار او و با حضور او به نام «کتابخانه دکتر بدری تیمورتاش» نامگذاری شد، متاسفانه تابلوی نام ایشان در دوره ریاست دکتر شهابی در دوره دوم ریاست جمهوری محمود احمدی‌نژاد از سر در کتابخانه برداشته شد و با اعتراض دانشجویان همراه شد لیکن هیچکس از مسئولان توجهی به آن نشان ندادند و نام ایشان برای همیشه پاک شد.